# QRpédia
QRpédia est un système, basé sur le Web mobile, qui utilise les codes QR pour fournir à l'utilisateur des articles de Wikipédia dans la langue qu'il désire. À l'utilisation des codes QR, qui peuvent facilement être générés pour n'importe quel URI, le système QRpédia ajoute plusieurs fonctionnalités, fondées notamment sur la reconnaissance de la langue du téléphone mobile.
QRpédia a été imaginé par Roger Bamkin, alors président de Wikimedia UK, et conçu par Terence Eden. Présenté pour la première fois en avril 2011 au musée de Derby, en Angleterre, il a été déployé par plusieurs institutions, des musées britanniques, américains et espagnols notamment, pour apporter un complément d'information à leurs visiteurs. Durant l'année 2011, Monmouth, au pays de Galles, est devenue la première ville couverte par le système, et le mouvement Occupy l'a utilisé sur ses affiches.
Le code source du projet est librement réutilisable selon les termes de la licence MIT.

## Fonctionnement

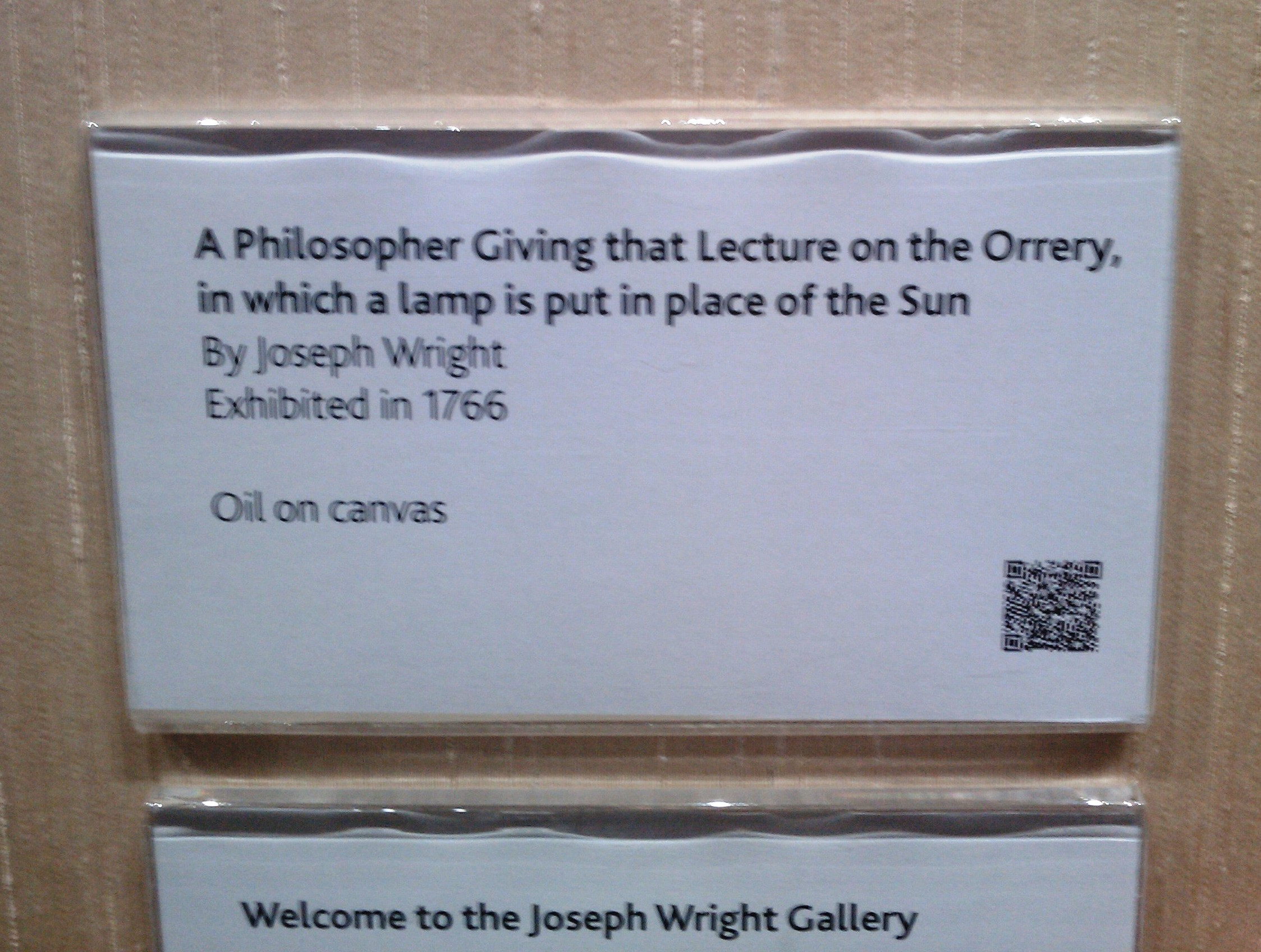
Complétant l'étiquette unilingue, le code QRpédia de l'article A Philosopher Lecturing on the Orrery au musée de Derby. Au mois de janvier 2018, cet article est disponible en 20 langues.

Un code QRpédia est un code QR contenant une URL dont le nom de domaine est « qrwp.org » et dont le chemin (la partie finale) est le titre d'un article de Wikipédia,,. Quand un utilisateur lit un code QRpédia sur son appareil mobile, celui-ci décode l'URL et envoie au serveur Web QRpédia une requête pour l'article qu'elle spécifie. L'appareil transmet également ses paramètres de langue.
Le serveur QRpédia utilise alors l'interface de programmation (API) de Wikipédia pour savoir s'il existe une version de l'article demandé dans la langue de l'appareil mobile et, si c'est le cas, la lui retourne dans un format adapté à ce type de matériel. S'il n'existe pas de version dans la langue voulue, le serveur QRpédia offre le choix entre les langues disponibles ou une traduction automatique par Google Traduction.
De cette façon, un code QR donné peut fournir le même article en plusieurs langues. Le système enregistre aussi des statistiques d'utilisation,,.

## Conception
QRpédia a été conçu par Roger Bamkin, alors président de Wikimedia UK, et Terence Eden, consultant en Web mobile. Il a été présenté pour la première fois le 9 avril 2011,, lors de la manifestation Backstage Pass, au Derby Museum and Art Gallery,, dans le cadre de la collaboration entre ce musée et Wikipédia,. L'événement a donné lieu à la création de plus de 1 200 articles Wikipédia, en plusieurs langues.
Le nom du projet est un mot-valise qui assemble les initiales « QR » de « QR (Quick Response) code » et le suffixe de « Wikipedia ».
Le code source du projet est librement réutilisable selon les termes de la licence MIT.

## Bug connu
Si le titre de la page Wikipédia en français comporte des accents ou des caractères non strictement  ASCII (typiquement : « Iris_(genre_végétal) » qui comporte deux « é »), depuis un smartphone anglophone, la redirection ne sera pas automatique. Il est alors nécessaire de donner l’adresse Wikipédia en remplaçant ces caractères par leurs équivalents non accentués ou en supprimant les cédilles s'il s'en trouve.
Exemple :

https://fr.wikipedia.org/wiki/Iris_(genre_végétal)

doit être communiqué

https://fr.wikipedia.org/wiki/Iris_(genre_vegetal)

Le code QR produit contiendra alors la chaîne http://fr.qrwp.org/Iris_(genre_vegetal) (sans accents) redirigeant correctement le navigateur sur la bonne page, en fonction de la langue du terminal client.
Si l'apostrophe ne pose pas de problème (http://fr.qrwp.org/Raison_d'Etat), les lettres françaises ligaturées (« œ » ; « æ ») ne trouvent pas de solution. Un article comme « Œillet d'Inde » sera alors appelé par sa version anglophone (http://en.qrwp.org/Tagetes_patula ; noter en en début d'URL) qui sera redirigé vers la francophone si le terminal client y est appelant.

## Déploiement
Bien que créé au Royaume-Uni, QRpédia est utilisable partout où le téléphone de l'utilisateur dispose d’un signal de données. En septembre 2012, figurent parmi les organismes ayant mis en œuvre le système :
- en France :
  - la ville de Sevran, avec le Projet : "Soyez QRieux de votre ville avec QRpedia Sevran !"

- au Royaume-Uni :
  - les Archives nationales[14],[15],
  - l'église Saint-Paul de Birmingham (en),
  - la ville de Monmouth, dans le cadre du projet Monmouthpedia[16],
  - le musée de Derby[4],
  - le musée des Galleries of Justice de Nottingham (en),
  - le musée national de l'Informatique (en)[17] ;
- aux États-Unis :
  - le cimetière du Congrès[18],
  - le musée des Enfants d'Indianapolis[2],[19] ;
- en Australie, la chapelle des Enfants de l'église Saint-James de Sydney (en) ;
- en Bulgarie, le zoo de Sofia (en)[20] ;
- en Espagne:
  - la Fondation Miró[4],[21] (également à la Tate, lors d'une exposition itinérante[4]) ;
  - la ville de Saint-Sébastien a mis sur pied le projet Amarapedia ;
- en Estonie, le musée des Sports (en) ;
- en République tchèque, le secteur de Prague 10, sur plusieurs de ses monuments[22].

Musées et expositions fournissent le cadre d'utilisation le plus fréquent du système, mais non le seul. Avec le projet Monmouthpedia, par exemple, Monmouth, au pays de Galles, est devenue en 2011 la première ville couverte par QRpédia et le conseil municipal a décidé d'offrir l'accès Wi-Fi aux touristes munis d'un téléphone intelligent,. Hors du champ institutionnel, le mouvement Occupy, fin 2011, l'a utilisé sur ses affiches,.

## Distinction
En janvier 2012, QRpédia est l'un des quatre projets (sur 79 nommés) reconnus par le « Smart UK Project » comme « entreprises mobiles les plus innovantes » du Royaume-Uni en 2011. Il est sélectionné de ce fait pour concourir au Mobile World Congress de Barcelone, le 29 février 2012.